# Cornelis van Hardenbergh

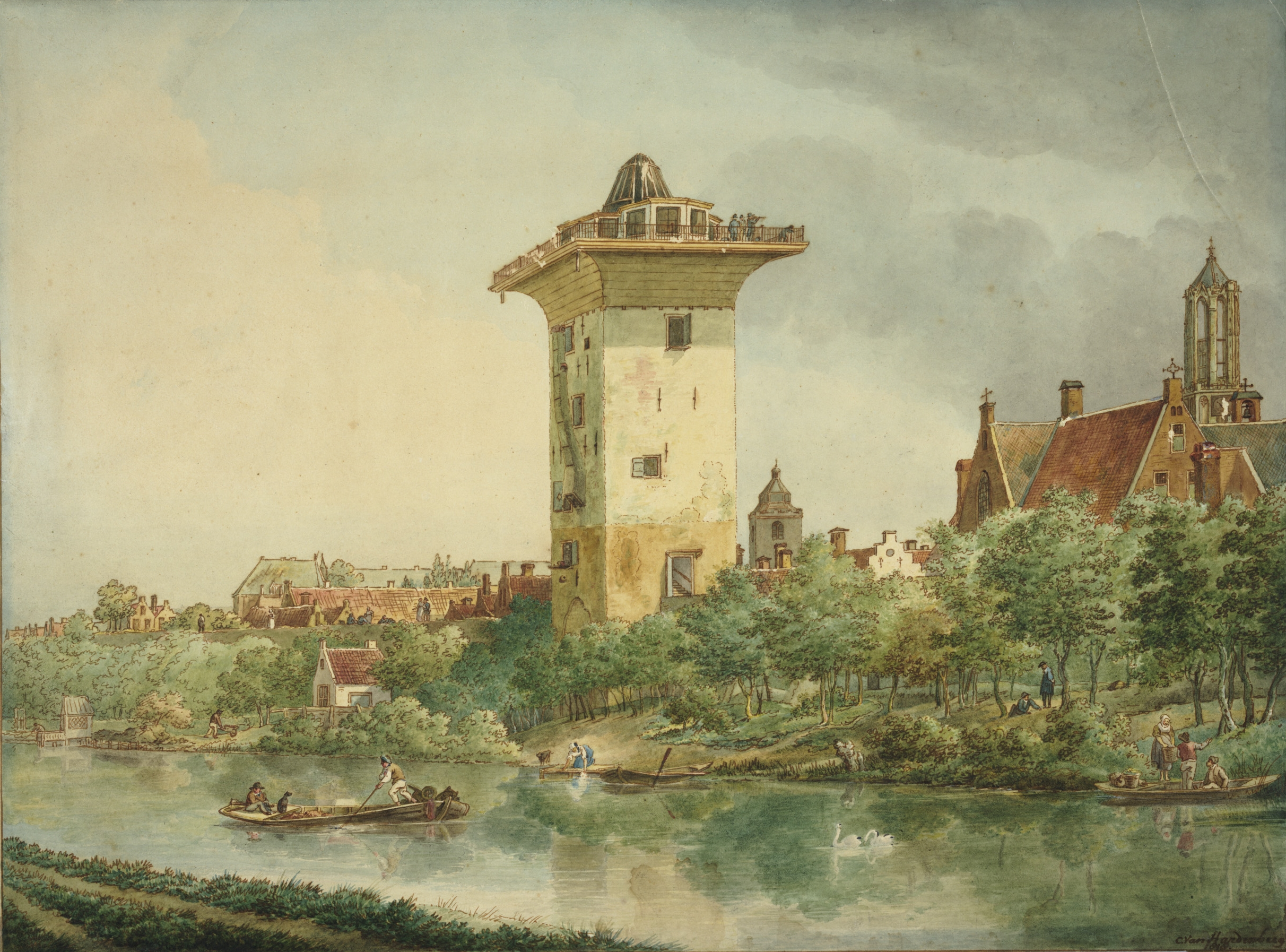
De Utrechtse Smeetoren aan de Stadsbuitengracht in 1818 afgebeeld door Van Hardenbergh.

Cornelis van Hardenbergh (Rotterdam, 1755 - Haastrecht, 1843) was een Nederlands kunstenaar en kunsthandelaar.
Van Hardenbergh vervaardigde etsen, litho's, schilderijen en tekeningen met stadsgezichten, landschappen en portretten. In Utrecht was hij tekenleraar van 1780 tot 1832 aan de Fundatie van de Vrijvrouwe van Renswoude en ruim 20 jaar aan het Gereformeerd Burgerweeshuis.

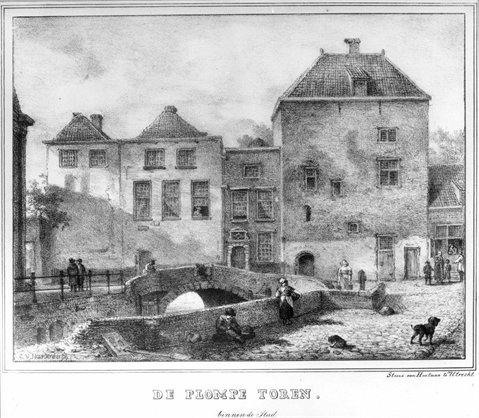
De Utrechtse Plompetoren rond 1828 afgebeeld door Van Hardenbergh.

## Bron
- C.C.S. Wilmer et al. (2005), De getekende stad. Utrecht in oude tekeningen 1550-1900, Matrijs, Utrecht, blz. 449

- Biografisch Portaal: 38247560
- Digitale Bibliotheek voor de Nederlandse Letteren: hard057
- Gemeinsame Normdatei: 1053197985
- International Standard Name Identifier: 0000 0000 6862 9017
- Nederlandse Thesaurus van Auteursnamen: 072805129
- RKD-Nederlands Instituut voor Kunstgeschiedenis: 35953
- Union List of Artist Names: 500023881
- Virtual International Authority File: 95828445
- WorldCat: E39PBJB8vfY3b3MFyfHBgMh4MP